# O amor, o sorriso e a flor (album)
 (mai 2015).
Si vous disposez d'ouvrages ou d'articles de référence ou si vous connaissez des sites web de qualité traitant du thème abordé ici, merci de compléter l'article en donnant les références utiles à sa vérifiabilité et en les liant à la section « Notes et références ».
Albums de João Gilberto
O pato/Trevo de quatro folhas
(1960) Saudade da Bahia/Bolinha de papel
(1961)
Singles
1. O pato/Trevo de quatro folhas (78T)
Sortie : 1960

Paru en 1960 chez Odeon, O amor, o sorriso e a flor est le second 33T de João Gilberto. Il est régulièrement cité, au côté de Chega de saudade, comme étant l'un des albums musicaux brésiliens les plus importants pour la musique brésilienne et le jazz. Il a pour intérêt de ne contenir aucune composition de Vinícius de Moraes, lequel avait participé à son premier 33T. Il contient néanmoins pas moins de six chansons composées par Antônio Carlos Jobim.

## Historique
La genèse du second album mythique de João Gilberto commence dès la fin de l'année 1959. Le succès conjugué de son premier 33T et de son premier 45T fait réfléchir Aloysio de Oliveira, alors directeur artistique pour la maison de disques Odeon, à un projet musical de même acabit que Chega de saudade sous la forme d'un 33T de douze titres. Antônio Carlos Jobim, qui craignait de revivre les difficultés éprouvées lors de l'enregistrement du premier 33T de João Gilberto, aura été positivement surpris cette fois-ci: l'enregistrement du disque s'échelonne seulement sur 11 jours et aucun incident technique notable n'est à déplorer.
Outre les six titres d'Antônio Carlos Jobim (Samba de uma nota só, Meditação, Discussão, Só em teus braços, Corcovado et Outra Vez), João Gilberto enregistre le titre Um abraço no Bonfá, une composition personnelle écrite et composée en hommage à son ami Luiz Bonfá, parti vivre aux États-Unis. Le disque contient en outre une version originale de la samba Doralice, de Dorival Caymmi. Cette chanson deviendra elle aussi un classique de la bossa nova et du jazz, repris à travers le monde.
La sortie de l'album en mai 1960 est un énorme succès commercial au Brésil, le mouvement musical de la bossa nova attirant la jeunesse de Rio de Janeiro et de São Paulo. La plupart des chansons de cet album sont aujourd'hui des standards musicaux du jazz. Aloysio de Oliveira prend acte de cette affection du public brésilien pour le jeune bahianais et lui demande de se préparer à enregistrer un troisième 33T, dont la sortie serait prévue en début d'année 1961 et qui s'intitulerait tout simplement João Gilberto.

## Liste des pistes
| N° | Titre                  | Auteurs                               | Durée |
| -- | ---------------------- | ------------------------------------- | ----- |
| A1 | Samba de uma nota só   | Antônio Carlos Jobim, Newton Mendonça | 1:38  |
| A2 | Doralice               | Dorival Caymmi                        | 1:27  |
| A3 | Só em teus braços      | Antônio Carlos Jobim                  | 1:48  |
| A4 | Trevo de quatro folhas | Mort Dixon, Harry Woods, Nilo Sérgio  | 1:23  |
| A5 | Se é tarde, me perdoa  | Carlos Lyra, Ronaldo Bôscoli          | 1:45  |
| A6 | Um abraço no Bonfá     | João Gilberto                         | 1:36  |
| B1 | Meditação              | Antônio Carlos Jobim, Newton Mendonça | 1:46  |
| B2 | O pato                 | Jayme Silva, Neuza Teixeira           | 2:00  |
| B3 | Corcovado              | Antônio Carlos Jobim                  | 1:56  |
| B4 | Discussão              | Antônio Carlos Jobim, Newton Mendonça | 1:49  |
| B5 | Amor certinho          | Roberto Guimarães                     | 1:52  |
| B6 | Outra vez              | Antônio Carlos Jobim                  | 1:51  |

## Réédition de 2011
Avec l'entrée du disque dans le domaine public, une multitude de rééditions en CD et en vinyle voient le jour au début des années 2010. O amor, o sorriso e a flor est le deuxième disque à être remastérisé en CD par le label britannique Cherry Red Records (aussi connu sous le nom El Records) en 2011. Cette réédition reprend l'ordre d'apparition des chansons du 33T et inclut, en bonus, des versions rarissimes de ces chansons interprétées par d'autres chanteurs brésiliens de renom dont Sergio Mendes et Carlos Lyra.
| N°  | Titre                  | Artiste                         | Durée |
| --- | ---------------------- | ------------------------------- | ----- |
| 1.  | Samba de uma nota só   | João Gilberto                   | 1:38  |
| 2.  | Doralice               | João Gilberto                   | 1:27  |
| 3.  | Só em teus braços      | João Gilberto                   | 1:48  |
| 4.  | Trevo de quatro folhas | João Gilberto                   | 1:23  |
| 5.  | Se é tarde, me perdoa  | João Gilberto                   | 1:45  |
| 6.  | Um abraço no Bonfá     | João Gilberto                   | 1:36  |
| 7.  | Meditação              | João Gilberto                   | 1:46  |
| 8.  | O pato                 | João Gilberto                   | 2:00  |
| 9.  | Corcovado              | João Gilberto                   | 1:56  |
| 10. | Discussão              | João Gilberto                   | 1:49  |
| 11. | Amor certinho          | João Gilberto                   | 1:52  |
| 12. | Outra vez              | João Gilberto                   | 1:51  |
| 13. | Outra vez              | Sergio Mendes                   | 1:50  |
| 14. | Hô-bá-lá-lá            | Sergio Mendes                   | 2:13  |
| 15. | Corcovado              | Sylvia Telles                   | 1:57  |
| 16. | Hô-bá-lá-lá            | Sylvia Telles                   | 2:13  |
| 17. | Samba de uma nota só   | Sylvia Telles                   | 1:38  |
| 18. | O pato                 | Walter Wanderley                | 1:58  |
| 19. | 'Corcovado             | Walter Wanderley, Isaura Garcia | 1:57  |
| 20. | Aos pés da Santa Cruz  | Walter Wanderley, Mike Falcão   | 1:33  |
| 21. | Samba de uma nota só   | Agostino dos Santos             | 1:38  |
| 22. | Desafinado             | Agostino dos Santos             | 4:02  |
| 23. | Chega de saudade       | Agostino dos Santos             | 2:02  |
| 24. | Manhã de carnaval      | Agstino dos Santos              | 2:33  |
| 25. | A felicidade           | Agostino dos Santos             | 4:44  |
| 26. | A felicidade           | Orquestra do Rio de Janeiro     | 4:44  |
| 27. | Discussão              | Alaíde Costa                    | 1:49  |
| 28. | A felicidade           | Maciel                          | 4:44  |
| 29. | Bim Bom                | Silvio Silveira                 | 1:14  |
| 30. | É luxo só              | Silvio Silveira                 | 1:56  |
| 31. | Maria ninguém          | Carlos Lyra                     | 2:22  |
| 32. | Maria ninguém          | Heraldo do Monte                | 2:22  |
| 33. | Brigas, nunca mais     | Os Cariocas                     | 2:05  |
| 34. | Chega de saudade       | Os Cariocas                     | 2:02  |
| 35. | Meditação              | Luiz Eça, Astor Silva           | 1:45  |

## Autour de l'album
- Une édition américaine paraît en 1961 sous le titre Brazil's Briliant João Gilberto (Capitol, 33T). Cette édition conserve l'ordre d'apparition des chansons.
- En Argentine, l'album est principalement connu sous son appellation hispanisée "El amor, la sonrisa y la flor".
- Le disque a pour intérêt de contenir le titre Um abraço no Bonfá, composition de João Gilberto.